# 9615 Hemerijckx
9615 Hemerijckx è un asteroide della fascia principale. Scoperto nel 1993, presenta un'orbita caratterizzata da un semiasse maggiore pari a 2,2368433 UA e da un'eccentricità di 0,1449973, inclinata di 4,79601° rispetto all'eclittica.